# Oryzorictes
Oryzorictes là một chi động vật có vú trong họ Tenrecidae, bộ Afrosoricida. Chi này được A. Grandidier miêu tả năm 1870. Loài điển hình của chi này là Oryzorictes hova A. Grandidier, 1870.

## Các loài
Chi này gồm các loài: